# Keihan série 13000
La série 13000 (13000系, 13000-kei) de Keihan est un type de rame automotrice exploité depuis 2012 par la compagnie Keihan Electric Railway dans les préfectures d'Osaka et Kyoto.

## Description
Les rames série 13000 sont construites par Kawasaki Heavy Industries. Elles comportent 4 voitures (7 rames), 6 voitures (6 rames) ou 7 voitures (7 rames) avec chacune 3 paires de portes.
L'espace voyageurs se compose de banquettes longitudinales. Des écrans LCD d'information aux passagers sont installés au-dessus des portes.

## Histoire
La première rame de la série 13000 est entrée en service le 14 mars 2012.

## Services
Les rames circulent sur les lignes du réseau Keihan.

## Galerie photos

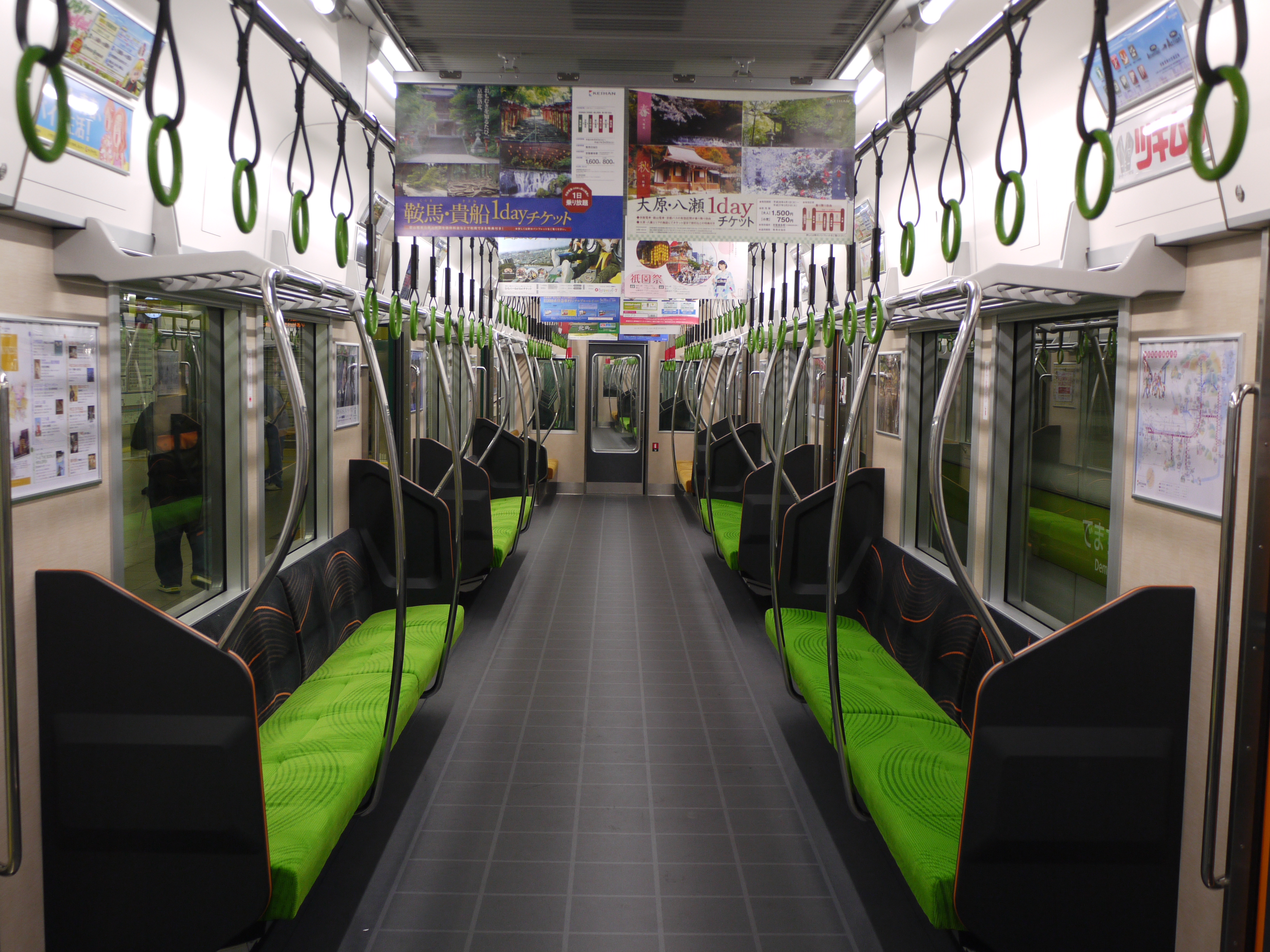
Intérieur de la rame.
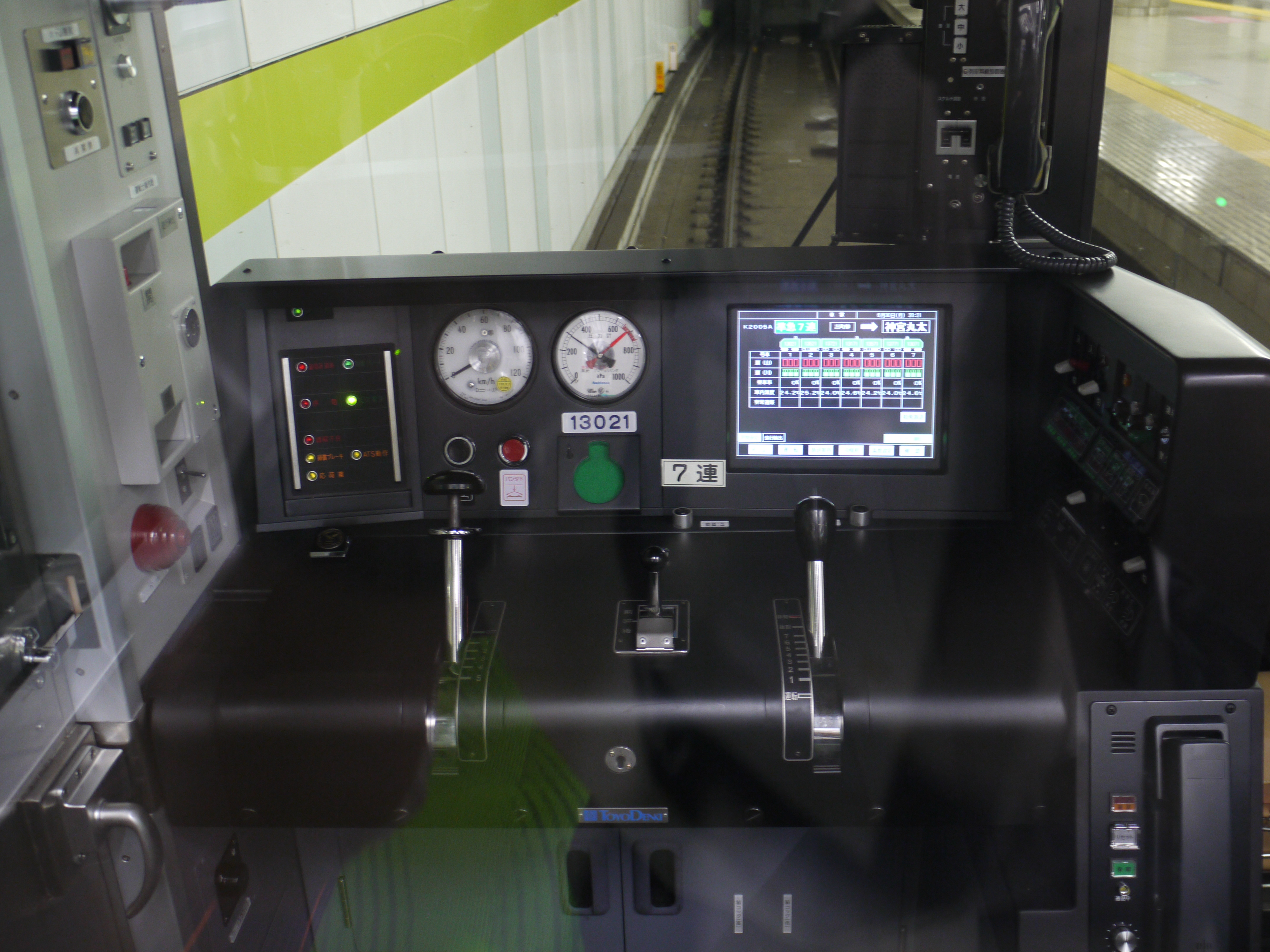
Cabine de conduite.